# When I’m Gone (singel Simple Plan)
When I'm Gone (ang., "Kiedy odejdę") - Pierwszy singiel z trzeciej płyty Kanadyjskiej grupy Simple Plan.

## Lista utworów

### iTunes / Digital Release
1. "When I'm Gone" - 3:42

### CD Single / iTunes EP
1. "When I'm Gone" - 3:49
2. "Running Out of Time" - 3:16
3. "When I'm Gone" (Acoustic Version) - 3:29
4. "When I'm Gone" Music Video

### 7' Vinyl
1. "When I'm Gone" - 3:51
2. "When I'm Gone" (Acoustic Version) - 3:30